# Центральная железнодорожная магистраль (Польша)
Центральная железнодорожная магистраль (пол. Centralna Magistrala Kolejowa, CMK), известная также как Железная дорога № 4 (пол. Linia kolejowa numer 4), — железнодорожная линия длиной 224 километра, соединяющая город Заверце на юге Польши с Гродзиск-Мазовецким в пригороде Варшавы.

## История

### Создание
Центральная железнодорожная магистраль была построена в период с 1971 по 1977 годы и изначально предназначалась для перевозки угля из Верхней Силезии и Домбровского угольного бассейна в порты Труймясто. По первоначальному замыслу она должна была начинаться в Заверце и заканчиваться в Тчеве или Гданьске, однако экономический кризис середины 1970-х годов в Польше изменил эти планы, и из–за нехватки денег линию было решено проложить до Гродзиск-Мазовецкого, где она соединилась с уже существовавшей Варшаво-Венской железной дорогой. В 1979—1980 годах оба пути магистрали были электрифицированы.
Идея создания прямого железнодорожного сообщения между Верхней Силезией и Варшавой была впервые предложена профессором Александром Васютинским в 1920-х годах. Он отметил, что Варшаво-Венская железная дорога, которая идёт в Варшаву через Заверце, Мышкув, Ченстохову, Радомско, Пётркув-Трыбунальски, Колюшки и Скерневице, не может справиться со всеми пассажирскими и грузовыми перевозками между двумя промышленными центрами вновь созданной страны. Однако эта идея была отклонена, после того как правительством была возведена Угольная магистраль.
В конце 1950-х годов польские власти вновь обратили своё внимание на концепцию Васютинского, но пришли к выводу, что электрификации железной дороги Варшава—Вена должно быть достаточно для удовлетворения потребностей возросшего траффика. Завершённая в 1957 году электрификация этой дороги позволила увеличить объём перевозок примерно на 25 %, однако этого всё ещё было недостаточно. В 1970 году рассматривалась возможность добавления новых путей к существующим, однако от этого довольно быстро отказались, и идея строительства совершенно новой линии была возрождена. Линия планировалась двухпутной высокоскоростной, предназначенной для перевозки как скорых пассажирских поездов, так и тяжёлых грузовых. Планировалось строительство нескольких путепроводов, чтобы избежать пересечения с дорогами; максимальная скорость для пассажирских поездов должна была составить 250 км/ч, а максимальный вес для грузовых поездов — до 5000 тонн брутто.

### Эксплуатация
В течение первых нескольких лет магистраль использовалась, в основном, для грузоперевозок. Так, в 1980 году по линии ежедневно проходило 73 грузовых поезда и лишь 4 пассажирских. Ситуация изменилась в середине 1980-х годов, когда правительство Варшавы решило увеличить количество пассажирских составов. 1 июня 1984 года начали движение первые скоростные поезда (из Варшавы в Гливице и из Варшавы в Краков) по магистрали со скоростью до 140 км/ч; два года спустя максимальная скорость была поднята до 160 км/ч. Однако, проектная скорость дороги в 250 км/ч была достигнута лишь 11 мая 1994 года итальянским поездом «Pendolino», после нескольких её ремонтов и замены путей. До ноября 2013 года это оставалось рекордом скорости для Центральной Восточной Европы. Несмотря на такое достижение, регулярное движение поездов с такой скоростью не осуществлялось, так как до 2009 года у «Польских государственных железных дорог» не было подвижного состава, способного её развить. Также этого не позволяли сделать недостаточное техническое оснащение и изношенность инфраструктуры.

### Модернизация
В июне 2008 года «Польские государственные железные дороги» заказали десять электровозов «Siemens EuroSprinter», способных развивать скорость 200 км/ч, один из которых достиг скорости 235 км/ч в ходе испытаний 28 мая 2009 года на Центральной железнодорожной магистрали. Несмотря на высокие показатели при тестах, первоначально составы ходили со скоростью не более 160 км/ч.
29 августа 2009 года «Польские государственные железные дороги» заключили контракт с «Thales Rail Signalling» на установку Европейской системы управления движением поездов (ETCS) на Центральной железнодорожной магистрали, которая используется по всему Европейскому Союзу, особенно на высокоскоростных железнодорожных линиях. Сигнализация ETCS на Железной дороге № 4 была сертифицирована 21 ноября 2013 года (впервые в Польше), что позволило поездам передвигаться по ней со скоростью до 200 км/ч.
30 мая 2011 года был подписан контракт на поставку двадцати поездов «Alstom Pendolino ETR 610», способных развивать скорость до 250 км/ч. Первый такой состав был поставлен 12 августа 2013 года.

## Маршрут

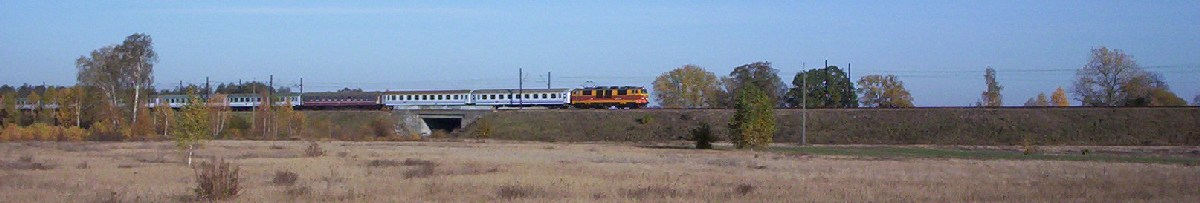
Центральная железнодорожная магистраль вблизи деревни Корытов Мазовецкого воеводства

Центральная железнодорожная магистраль состоит из 4 участков:
- участок «A» Гродзиск-Мазовецкий—Идзиковице,
- участок «B» Идзиковице—Кнаповка,
- участок «C» Кнаповка—Псары,
- участок «D» Псары—Заверце

и включает в себя 14 остановочных пунктов: 11 станций и 3 путевых поста:

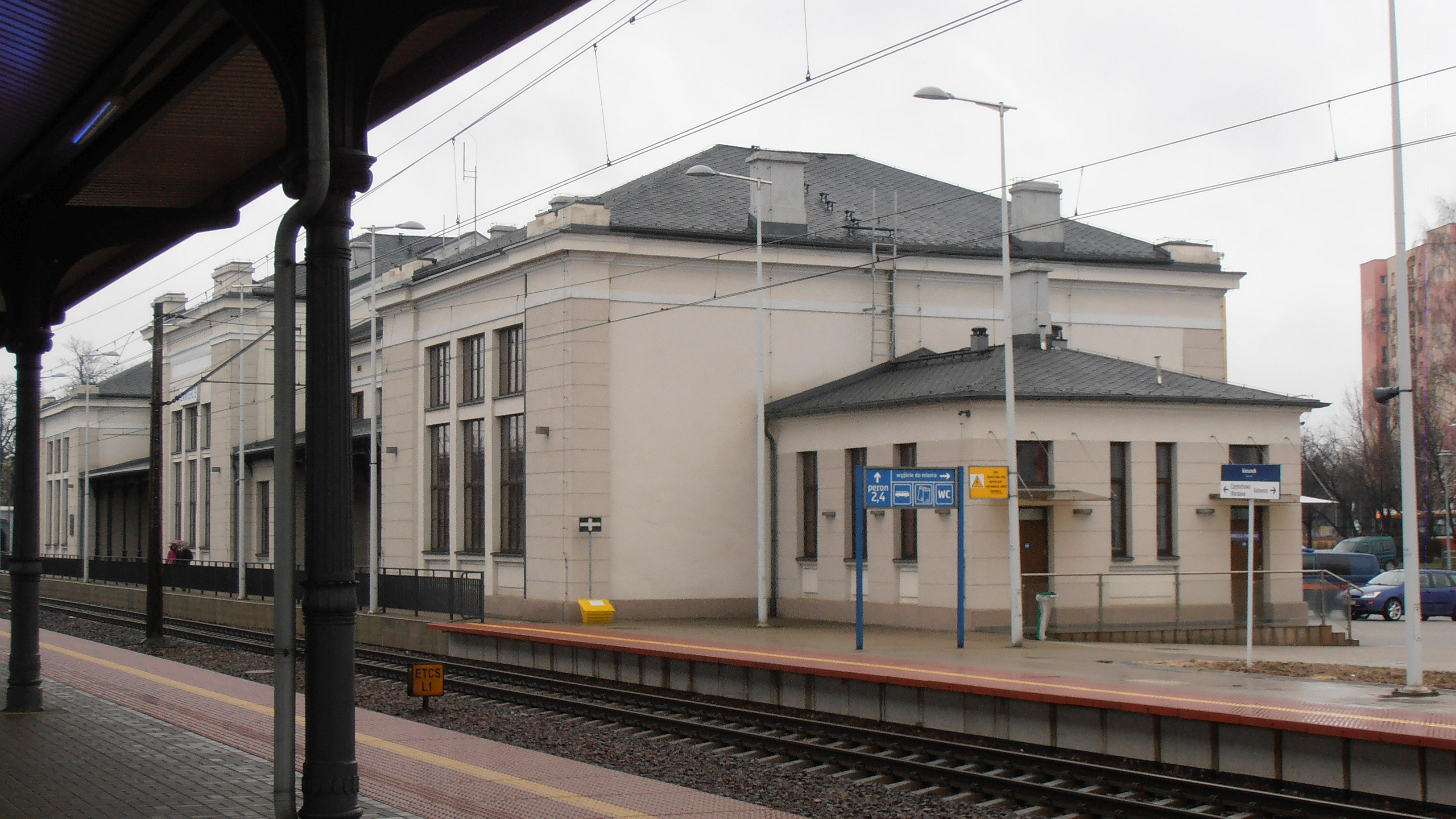
Станция Заверце

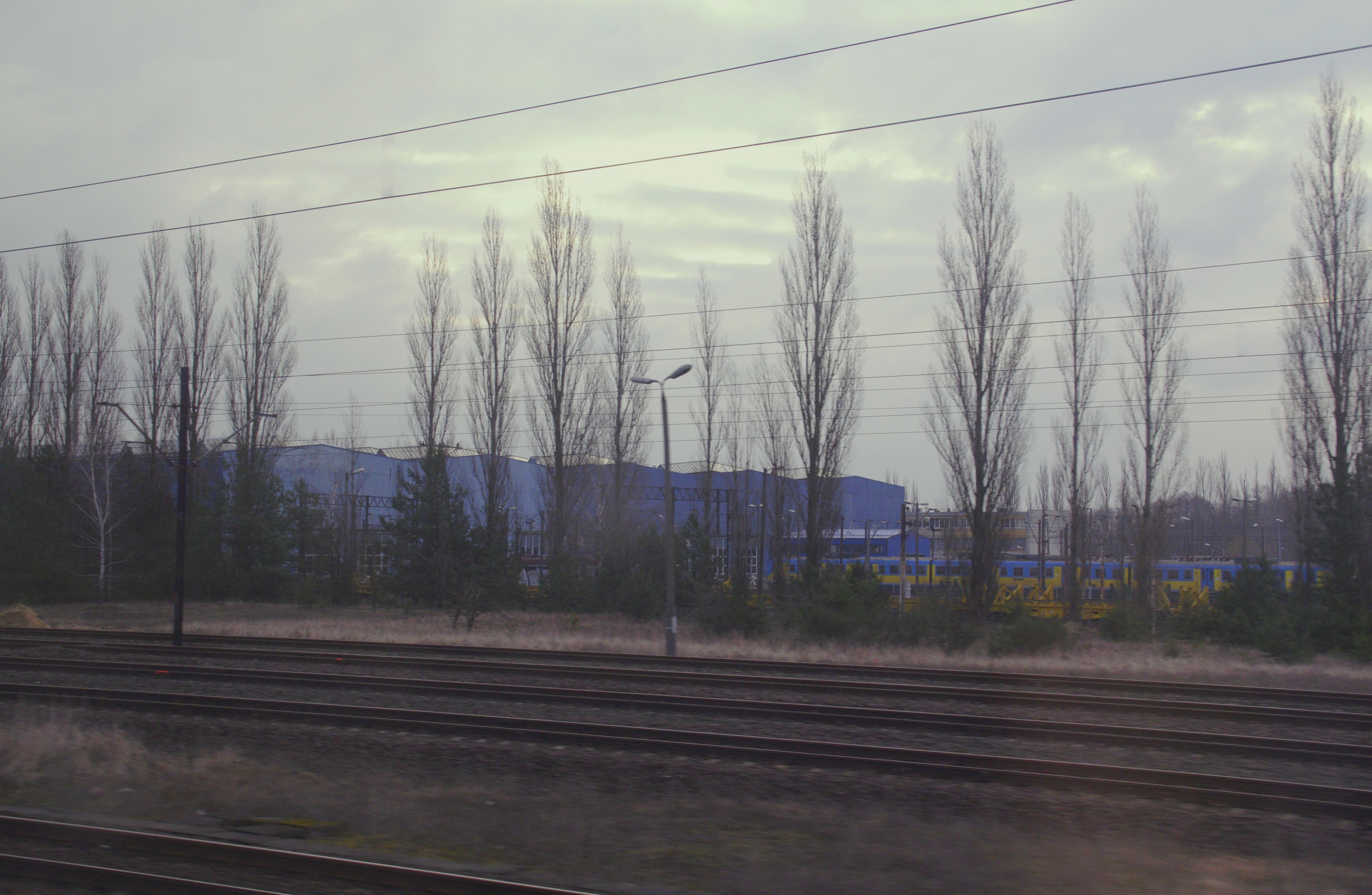
Станция Идзиковице

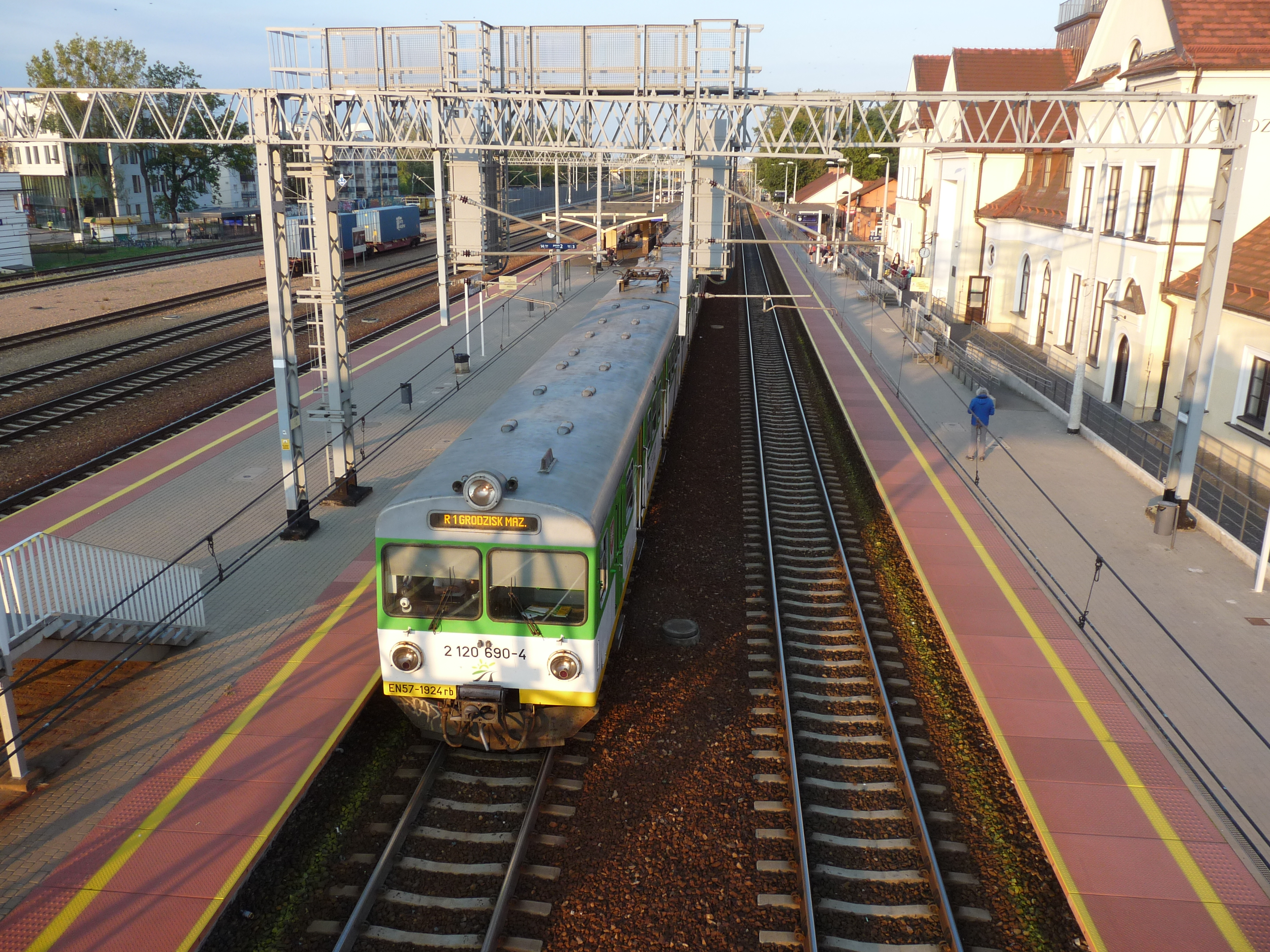
Станция Гродзиск-Мазовецкий

- станция Гродзиск-Мазовецкий,
- станция Корытов[пол.],
- станция Шелиги[пол.],
- путевой пост Бяла-Равска,
- станция Стшалки[пол.],
- станция Идзиковице[пол.],
- станция Опочно-Южная[пол.],
- путевой пост Пилиховице,
- станция Ольшамовице[пол.],
- станция Влощова-Северная[пол.],
- путевой пост Кнаповка,
- станция Псары[пол.],
- станция Гура-Влодовска[пол.],
- станция Заверце.

## Реализация линии в игровой индустрии
Центральная железнодорожная магистраль реализована в польском железнодорожном симуляторе высокой реалистичности SimRail, который доступен в Steam. Для игрока доступен участок магистрали от станции Варшава-Всходня до станции Катовице. 